# Guttulina
Guttulina — рід найпростіших родини Guttulinaceae. Назва вперше опублікована 1874 року.